# Schweizer Leichtathletik-Meisterschaften 2018
Die Schweizer Leichtathletik-Meisterschaften 2018 (auch: SM Aktive, SM Elite oder LA Schweizermeisterschaften) (französisch Championnats Suisses Elites d’Athlétisme 2018; italienisch Campionati Svizzeri Attivi 2018) fanden am 13. und 14. Juli 2018 auf der Leichtathletikanlage Trinermatten in Zofingen statt.  Es waren offene Meisterschaften. Bereits 1996 hatte eine SM der Aktiven in Zofingen stattgefunden. 

## Ergebnisse
Die Ergebnisse sind die der ausgetragenen Wettkämpfe bei der SM der Aktiven in Zofingen. Ausgelagerte Disziplinen sind nicht berücksichtigt.

### Frauen

#### 100 m
| Platz | Athletin          | Verein                      | Zeit (s) |
| ----- | ----------------- | --------------------------- | -------- |
| 1     | Mujinga Kambundji | STB Leichtathletik          | 10,95    |
| 2     | Sarah Atcho       | Lausanne-Sports Athlétisme  | 11,21    |
| 3     | Salomé Kora       | LC Brühl Leichtathletik     | 11,25 PB |
| 4     | Ajla Del Ponte    | US Ascona atletica          | 11,47    |
| 5     | Riccarda Dietsche | Athleticteam KTV Altstätten | 11,93    |
| 6     | Coralie Ambrosini | SA Bulle                    | 12,03    |

Finale: 13. Juli, 20:10 Uhr
Wind: +1,1 m/s

#### 200 m
| Platz | Athletin          | Verein                     | Zeit (s) |
| ----- | ----------------- | -------------------------- | -------- |
| 1     | Agne Serksniené   | Leichtathletik Club Zürich | 22,99 PB |
| 2     | Cornelia Halbheer | LV Winterthur              | 23,12 PB |
| 3     | Samantha Dagry    | Lausanne-Sports Athlétisme | 23,32 PB |
| 4     | Laetitia Hermet   | Stade Genève               | 23,89 PB |
| 5     | Muswama Kambundji | STB Leichtathletik         | 24,43 SB |
| 6     | Anika Krone       | CA Fribourg                | 24,57    |

Finale: 14. Juli, 16:15 Uhr
Wind: +1,3 m/s

#### 400 m
| Platz | Athletin           | Verein                     | Zeit (s) |
| ----- | ------------------ | -------------------------- | -------- |
| 1     | Fanette Humair     | FSG Bassecourt             | 53,66 PB |
| 2     | Rachel Pellaud     | FSG Bassecourt             | 53,97 PB |
| 3     | Selina Büchel      | KTV Bütschwil              | 54,14 SB |
| 4     | Vanessa Zimmermann | Leichtathletik Club Zürich | 54,39 SB |
| 5     | Lore Hoffmann      | CA Sierre DSG              | 54,56    |
| 6     | Carol Koch         | LR TV Appenzell            | 56,89    |

Finale: 14. Juli, 14:45 Uhr

#### 800 m
| Platz | Athletin                | Verein                 | Zeit (min) |
| ----- | ----------------------- | ---------------------- | ---------- |
| 1     | Sina Sprecher           | TV Länggasse Bern      | 2:08,74    |
| 2     | Livia Müller            | LV Winterthur          | 2:10,17    |
| 3     | Lisa Stöckli            | LR Gettnau             | 2:10,18    |
| 4     | Noëmi Jakober           | Leichtathletik Alpnach | 2:11,90    |
| 5     | Sabine Bonvin           | CA Sion                | 2:12,62 SB |
| 6     | Selina Fehler           | LC Regensdorf          | 2:12,66    |
| 7     | Lilly Nägeli            | LC Uster               | 2:13,12 PB |
| 8     | Natacha Séverine Savioz | SG St-Maurice          | 2:14,33    |

Finale: 14. Juli, 16:50 Uhr

#### 1500 m
| Platz | Athletin            | Verein              | Zeit (min) |
| ----- | ------------------- | ------------------- | ---------- |
| 1     | Fabienne Schlumpf   | TG Hütten           | 4:17,91 PB |
| 2     | Chiara Scherrer     | TG Hütten           | 4:18,20 PB |
| 3     | Lisa Kurmann        | LV Winterthur       | 4:18,53    |
| 4     | Seline Scherrer     | STV Willisau        | 4:26,39 PB |
| 5     | Laura Giudice       | Gerbersport         | 4:27,86 PB |
| 6     | Selina Ummel        | BTV Aarau Athletics | 4:31,77    |
| 7     | Priska Auf der Maur | LC Basel            | 4:35,97    |
| 8     | Michèle Wieland     | LC Regensdorf       | 4:37,24 PB |
| 9     | Sibylle Dürrenmatt  | LC Basel            | 4:37,76 SB |
| 10    | Kerstin Rubin       | STB Leichtathletik  | 4:38,81    |
| 11    | Kajsa Rahm          | LC Schaffhausen     | 4:43,72    |
| 12    | Barblin Remund      | STB Leichtathletik  | 4:45,71    |

Finale: 14. Juli, 15:00 Uhr

#### 5000 m
| Platz | Athletin          | Verein                     | Zeit (min)  |
| ----- | ----------------- | -------------------------- | ----------- |
| 1     | Martina Tresch    | GG Bern                    | 16:31,01    |
| 2     | Michèle Gantner   | LC Vaduz                   | 17:03,81 PB |
| 3     | Christine Müller  | LC Scharnachtal            | 17:04,90 PB |
| 4     | Aude Salord       | LC Uster                   | 17:09,16    |
| 5     | Flavia Stutz      | LR Gettnau                 | 17:09,42    |
| 6     | Aita Ammann       | LAC TV Unterstrass Zürich  | 17:10,22 PB |
| 7     | Andrea Meier      | LC Uster                   | 17:22,43    |
| 8     | Céline Aebi       | LV Langenthal              | 17:29,28 PB |
| 9     | Jeanne Wildisen   | LC Luzern                  | 17:30,51 PB |
| 10    | Fiona Héritier    | CA Broyard                 | 17:33,18 PB |
| 11    | Céline Monnard    | US Yverdon                 | 17:53,60 PB |
| 12    | Myriam Keiser     | TSV 2001 Rotkreuz          | 18:15,17    |
| –     | Verena Cerna      | LC Uster                   | DNF         |
| –     | Samira Schnüriger | LC Regensdorf              | DNF         |
| –     | Fiammetta Troxler | Leichtathletik Club Zürich | DNF         |

13. Juli, 20:25 Uhr

#### 100 m Hürden (84,0 cm)
| Platz | Athletin                    | Verein                     | Zeit (s) |
| ----- | --------------------------- | -------------------------- | -------- |
| 1     | Kim Flattich                | Leichtathletik Club Zürich | 13,46 PB |
| 2     | Ramona Casanova-Baumgartner | LC Brühl Leichtathletik    | 13,94    |
| 3     | Géraldine Ruckstuhl         | STV Altbüron               | 14,00    |
| 4     | Valérie Reggel              | LV Winterthur              | 14,00    |
| 5     | Julia Schneider             | LAS Old Boys Basel         | 14,03    |
| 6     | Eveline Rebsamen            | STB Leichtathletik         | 15,37    |

Finale: 14. Juli, 17:25 Uhr
Wind: +0,6 m/s

#### 400 m Hürden (76,2 cm)
| Platz | Athletin         | Verein                     | Zeit (s) |
| ----- | ---------------- | -------------------------- | -------- |
| 1     | Lea Sprunger     | COVA Nyon                  | 54,86    |
| 2     | Robine Schürmann | Leichtathletik Club Zürich | 55,86    |
| 3     | Daniela Kyburz   | LAC TV Unterstrass Zürich  | 60,09    |
| 4     | Lena Wernli      | Leichtathletik Club Zürich | 62,13    |
| 5     | Michelle Müller  | LAS Old Boys Basel         | 62,40    |
| –     | Avril Jackson    | LAC TV Unterstrass Zürich  | DNF      |

Finale: 14. Juli, 16:30 Uhr

#### Hochsprung
| Platz | Athletin           | Verein                  | Höhe (m) |
| ----- | ------------------ | ----------------------- | -------- |
| 1     | Nadine Odermatt    | Leichtathletik Kerns    | 1,71     |
| 2     | Dominique Good     | STV Oberriet-Eichenwies | 1,68     |
| 3     | Carolin Gottschalk | LC Basel                | 1,68     |
| 4     | Selina Jenni       | GG Bern                 | 1,68 SB  |
| 5     | Sarina Ammann      | KTV Oberriet            | 1,68     |
| 6     | Cora Zurmühle      | LC Luzern               | 1,68     |
| 7     | Céline Berger      | LZ Thierstein           | 1,68     |
| 7     | Carina Waldvogel   | LC Schaffhausen         | 1,68 PB  |
| 9     | Mary Agbelese      | LV Wettingen-Baden      | 1,65     |
| 9     | Pascale Gränicher  | LGKE Küsnacht-Erlenbach | 1,65     |
| 11    | Janine von Arx     | TV Herzogenbuchsee      | 1,65 SB  |

Finale: 14. Juli, 13:00 Uhr

#### Stabhochsprung
| Platz | Athletin         | Verein                                 | Höhe (m) |
| ----- | ---------------- | -------------------------------------- | -------- |
| 1     | Angelica Moser   | Leichtathletik Club Zürich             | 4,20     |
| 2     | Pascale Stöcklin | LAS Old Boys Basel                     | 4,10     |
| 3     | Lea Bachmann     | LAS Old Boys Basel                     | 4,10     |
| 4     | Andrina Hodel    | LC Frauenfeld                          | 3,90     |
| 5     | Angela Metzger   | LC Frauenfeld                          | 3,90     |
| 6     | Fanny Leimgruber | CA Belfaux                             | 3,90     |
| 7     | Olivia Fischer   | NET Sport Club Leichtathletik Amriswil | 3,80     |
| 8     | Viviana Rogai    | STB Leichtathletik                     | 3,40     |
| –     | Nora Joy Schmid  | LV Thun                                | ogV      |

Finale: 14. Juli, 14:15 Uhr

#### Weitsprung
| Platz | Athletin            | Verein                      | Weite (m) |
| ----- | ------------------- | --------------------------- | --------- |
| 1     | Irene Pusterla      | VIGOR Ligornetto            | 6,45 w    |
| 2     | Fatim Affessi       | CA Genève                   | 6,30      |
| 3     | Barbara Leuthard    | Leichtathletik Club Zürich  | 6,19 SB   |
| 4     | Valérie Reggel      | LV Winterthur               | 6,10 SB   |
| 5     | Ruckstuhl Géraldine | STV Altbüron                | 6,02 SB   |
| 6     | Lydia Boll          | LC Schaffhausen             | 5,87 w    |
| 7     | Lea Herrsche        | Athleticteam KTV Altstätten | 5,85 SB   |
| 8     | Diana Abegglen      | TV Unterseen                | 5,81      |

Finale: 14. Juli, 15:25 Uhr

#### Dreisprung
| Platz | Athletin         | Verein                     | Weite (m) |
| ----- | ---------------- | -------------------------- | --------- |
| 1     | Fatim Affessi    | CA Genève                  | 13,21     |
| 2     | Barbara Leuthard | Leichtathletik Club Zürich | 13,08     |
| 3     | Serena Raffi     | TV Wohlen AG               | 12,39     |
| 4     | Vivian Nyuma     | LV Winterthur              | 12,11     |
| 5     | Marlen Schmid    | TV Länggasse Bern          | 11,82     |
| 6     | Sarah Bickel     | LC Regensdorf              | 10,75     |
| 7     | Elisa Schmid     | BTV Aarau Athletics        | 10,68     |
| 8     | Alina Tobler     | LC Brühl Leichtathletik    | DNS       |

Finale: 13. Juli, 18:00 Uhr

#### Kugelstoßen (4,00 kg)
| Platz | Athletin            | Verein                      | Weite (m) |
| ----- | ------------------- | --------------------------- | --------- |
| 1     | Lea Herrsche        | Athleticteam KTV Altstätten | 14,18 SB  |
| 2     | Vanessa Fust        | LV Langenthal               | 14,17 PB  |
| 3     | Valérie Reggel      | LV Winterthur               | 13,91 SB  |
| 4     | Jasmin Lukas        | LC Brühl Leichtathletik     | 13,47     |
| 5     | Géraldine Ruckstuhl | STV Altbüron                | 13,45 SB  |
| 6     | Estefania García    | LV Winterthur               | 13,43 PB  |
| 7     | Miryam Mazenauer    | TV Teufen                   | 13,15     |
| 8     | Chantal Winz        | LV Langenthal               | 12,59     |

Finale: 14. Juli, 13:15 Uhr

#### Diskuswurf (1,0 kg)
| Platz | Athletin             | Verein                     | Weite (m) |
| ----- | -------------------- | -------------------------- | --------- |
| 1     | Chantal Tanner       | Leichtathletik Club Zürich | 48,23     |
| 2     | Pauline Vaglio-Agnes | Stade Genève               | 47,95 SB  |
| 3     | Céline Müller        | LAS Old Boys Basel         | 46,48     |
| 4     | Nathacha Kouni       | Leichtathletik Club Zürich | 44,40     |
| 5     | Angelina Haas        | LGKE Küsnacht-Erlenbach    | 40,85     |
| 6     | Elana Bigler         | Fémina Vicques             | 39,85     |
| 7     | Manuela Moor         | SATUS Rothrist LA          | 38,84     |
| 8     | Anina Rohner         | TV Wohlen AG               | 38,74     |

Finale: 14. Juli, 15:10 Uhr

#### Hammerwurf (4,0 kg)
| Platz | Athletin         | Verein                     | Weite (m) |
| ----- | ---------------- | -------------------------- | --------- |
| 1     | Nicole Zihlmann  | LC Luzern                  | 63,27     |
| 2     | Lydia Wehrli     | Stade Genève               | 59,93 SB  |
| 3     | Livia Probst     | LAS Old Boys Basel         | 52,74     |
| 4     | Laura Gautschi   | LC Brühl Leichtathletik    | 51,34     |
| 5     | Angela Peter     | Leichtathletik Club Zürich | 49,36     |
| 6     | Melissa Wohlwend | LC Frauenfeld              | 45,87     |
| 7     | Maren Husmann    | LGKE Küsnacht-Erlenbach    | 43,75 PB  |
| 8     | Vanessa Kuku     | Leichtathletik Club Zürich | 43,68     |

Finale: 13. Juli, 16:50 Uhr

#### Speerwurf (600 gr)
| Platz | Athletin               | Verein             | Weite (m) |
| ----- | ---------------------- | ------------------ | --------- |
| 1     | Géraldine Ruckstuhl    | STV Altbüron       | 51,85     |
| 2     | Nadja-Marie Pasternack | GG Bern            | 48,14     |
| 3     | Estefania García       | LV Winterthur      | 45,05     |
| 4     | Melanie Richard        | LV Langenthal      | 44,54     |
| 5     | Salina Fässler         | Amriswil-Athletics | 42,27     |
| 6     | Lydia Boll             | LC Schaffhausen    | 41,36     |
| 7     | Karin Olafsson         | TV Riehen          | 41,16     |
| 8     | Claudia Hutter         | STV Kriessern      | 39,32     |

Finale: 13. Juli, 15:15 Uhr

### Männer

#### 100 m
| Platz | Athlet                 | Verein                     | Zeit (s) |
| ----- | ---------------------- | -------------------------- | -------- |
| 1     | Alex Wilson            | LAS Old Boys Basel         | 10,14 SB |
| 2     | Silvan Wicki           | BTV Aarau Athletics        | 10,17 PB |
| 3     | Florian Clivaz         | GG Bern                    | 10,36    |
| 4     | Jason Joseph           | LC Therwil                 | 10,60    |
| 5     | Suganthan Somasundaram | Leichtathletik Club Zürich | 10,61    |
| 6     | Sylvain Chuard         | Lausanne-Sports Athlétisme | 10,89    |

Finale: 13. Juli, 20:15 Uhr
Wind: +1,1 m/s

#### 200 m
| Platz | Athlet              | Verein                     | Zeit (s) |
| ----- | ------------------- | -------------------------- | -------- |
| 1     | Alex Wilson         | LAS Old Boys Basel         | 20,14    |
| 2     | Silvan Wicki        | BTV Aarau Athletics        | 20,62    |
| 3     | Felix Svensson      | Versoix Athlétisme         | 20,91 PB |
| 4     | Alain-Hervé Mfomkpa | Lausanne-Sports Athlétisme | 21,44 PB |
| 5     | Pascal Müller       | BTV Aarau Athletics        | 21,45    |
| 6     | Daniele Angelella   | VIRTUS Locarno             | 21,85    |

Finale: 14. Juli, 16:20 Uhr
Wind: +0,6 m/s

#### 400 m
| Platz | Athlet           | Verein                     | Zeit (s) |
| ----- | ---------------- | -------------------------- | -------- |
| 1     | Joel Burgunder   | Leichtathletik Club Zürich | 47,48    |
| 2     | Jonas Gehrig     | Leichtathletik Club Zürich | 47,66    |
| 3     | Charles Devantay | SA Bulle                   | 47,75    |
| 4     | Jonathan Vilaine | Lausanne-Sports Athlétisme | 47,88    |
| 5     | Joël Flury       | BTV Aarau Athletics        | 47,94    |
| 6     | Luca Flück       | LC Kirchberg               | 48,11    |

Finale: 14. Juli, 14:50 Uhr

#### 800 m
| Platz | Athlet             | Verein              | Zeit (min) |
| ----- | ------------------ | ------------------- | ---------- |
| 1     | Pascal Furtwängler | TV Länggasse Bern   | 1:49,92    |
| 2     | Jan Hochstrasser   | BTV Aarau Athletics | 1:49,94 SB |
| 3     | Michael Curti      | LC Therwil          | 1:50,39    |
| 4     | Guillaume Laurent  | CA Sion             | 1:51,88    |
| 5     | Dominik Ummel      | LC Luzern           | 1:52,25    |
| 6     | Angus Fölmli       | TSV 2001 Rotkreuz   | 1:52,84    |
| 7     | Jonas Schöpfer     | STV Sempach         | 1:53,28    |
| 8     | Joaquim Jaeger     | Stade Genève        | 1:55,18    |

Finale: 14. Juli, 17:00 Uhr

#### 1500 m
| Platz | Athlet             | Verein                     | Zeit (min) |
| ----- | ------------------ | -------------------------- | ---------- |
| 1     | Julien Wanders     | Stade Genève               | 3:43,39 PB |
| 2     | Thomas Gmür        | CA Sion                    | 3:46,60 SB |
| 3     | Ilias Hernandez    | Stade Genève               | 3:47,01 PB |
| 4     | Hendrik Engel      | TV Länggasse Bern          | 3:50,64    |
| 5     | Reto Ramseier      | TV Länggasse Bern          | 3:50,99 PB |
| 6     | Marc Bill          | STB Leichtathletik         | 3:51,26    |
| 7     | Julien Stalhandske | Stade Genève               | 3:54,54    |
| 8     | Guillaume Cachelin | Stade Genève               | 3:55,69 PB |
| 9     | Romain Luescher    | Lausanne-Sports Athlétisme | 3:55,87 SB |
| 10    | Christoph Graf     | BTV Chur Leichtathletik    | 3:56,93    |
| 11    | Sebastian Graf     | All Blacks Thun            | 4:02,19    |
| 12    | Dominic Müller     | LC Schaffhausen            | 4:05,62    |

Finale: 14. Juli, 15:10 Uhr

#### 5000 m
| Platz | Athlet                   | Verein                     | Zeit (min)  |
| ----- | ------------------------ | -------------------------- | ----------- |
| 1     | Jonas Raess              | LC Regensdorf              | 14:20,12    |
| 2     | Mohammed Meftah El Khair | CHP Genève                 | 14:20,37    |
| 3     | Neil Burton              | LC Basel                   | 14:37,51    |
| 4     | Fabian Kuert             | LV Langenthal              | 14:42,65 SB |
| 5     | Urs Schönenberger        | KTV Wil LA                 | 14:51,65    |
| 6     | Armin Flückiger          | TV Oerlikon                | 15:18,43    |
| 7     | Ulisses Joos             | BTV Chur Leichtathletik    | 15:32,67    |
| 8     | Roman Vögeli             | LAR TV Windisch            | 15:37,00    |
| 9     | Dave Derigo              | GAB Bellinzona             | 15:58,67    |
| 10    | Bjarne Kölle             | Leichtathletik Club Zürich | 16:01,76    |
| 11    | Yannick Jeanmaire        | Stade Genève               | 16:22,73    |

Finale: 13. Juli, 19:50 Uhr

#### 110 m Hürden (106,7 cm)
| Platz | Athlet             | Verein                   | Zeit (s) |
| ----- | ------------------ | ------------------------ | -------- |
| 1     | Jason Joseph       | LC Therwil               | 13,38    |
| 2     | Brahian Peña       | GG Bern                  | 13,68    |
| 3     | Silvan Lückl       | LC Brühl Leichtathletik  | 14,20    |
| 4     | Maurus Meyer       | TSV Rothenburg athletics | 14,23    |
| 5     | Benjamin Schneider | LAS Old Boys Basel       | 14,83    |
| 6     | Raphael Holdener   | ETV Schindellegi         | 15,13    |

Finale: 14. Juli, 17:15 Uhr
Wind: +2,2 m/s w

#### 400 m Hürden (91,4 cm)
| Platz | Athlet        | Verein                                 | Zeit (s) |
| ----- | ------------- | -------------------------------------- | -------- |
| 1     | Dany Brand    | Leichtathletik Club Zürich             | 51,35    |
| 2     | Mattia Tajana | GAB Bellinzona                         | 51,53    |
| 3     | Andreas Ritz  | TV Länggasse Bern                      | 51,90    |
| 4     | Luca Marticke | NET Sport Club Leichtathletik Amriswil | 52,62 PB |
| 5     | Nahom Yirga   | Leichtathletik Club Zürich             | 52,69 PB |
| 6     | Emir Dridi    | STB Leichtathletik                     | 53,25 PB |

Finale: 14. Juli, 16:40 Uhr

#### Hochsprung
| Platz | Athlet             | Verein                     | Höhe (m) |
| ----- | ------------------ | -------------------------- | -------- |
| 1     | Loïc Gasch         | US Yverdon                 | 2,23     |
| 2     | Vivien Streit      | COVA Nyon                  | 2,15 PB  |
| 3     | Roman Sieber       | LC Schaffhausen            | 2,12 SB  |
| 4     | Quentin Pirlet     | GG Bern                    | 2,03 SB  |
| 5     | Christopher Bettex | Lausanne-Sports Athlétisme | 1,90     |
| 6     | Leo Bringel        | FSG Alle                   | 1,90     |
| –     | Pascal Magyar      | Leichtathletik Club Zürich | DNS      |

Finale: 14. Juli, 15:00 Uhr

#### Stabhochsprung
| Platz | Athlet             | Verein                     | Höhe (m) |
| ----- | ------------------ | -------------------------- | -------- |
| 1     | Dominik Alberto    | Leichtathletik Club Zürich | 5,00     |
| 2     | Patrick Schütz     | LV Winterthur              | 4,90     |
| 3     | Frédéric Matthys   | CA Riviera                 | 4,90     |
| 4     | Reto Fahrni        | GG Bern                    | 4,80     |
| 5     | Adrian Kübler      | LV Winterthur              | 4,80     |
| 6     | Felix Eichenberger | LV Thun                    | 4,65 PB  |
| 7     | Matthias Steinmann | LV Frenke                  | 4,65 PB  |
| 8     | Andrin Frei        | LV Winterthur              | 4,50     |

Finale: 13. Juli 17:15 Uhr

#### Weitsprung
| Platz | Athlet              | Verein                     | Weite (m) |
| ----- | ------------------- | -------------------------- | --------- |
| 1     | Christopher Ullmann | LAS Old Boys Basel         | 7,78      |
| 2     | Benjamin Gföhler    | Leichtathletik Club Zürich | 7,77      |
| 3     | Geovany Paz Soto    | AthleticFit GmbH           | 7,70      |
| 4     | Luca Bernaschina    | ASSPO Riva San Vitale      | 7,45 PB   |
| 5     | Fabio Luginbühl     | LV Thun                    | 7,36 PB   |
| 6     | Matthias Steinmann  | LV Frenke                  | 7,09 w    |
| 7     | Marco Thürkauf      | TV Riehen                  | 7,04      |
| 8     | Albion Dautaj       | GG Bern                    | 6,93      |

Finale: 14. Juli, 13:25 Uhr

#### Dreisprung
| Platz | Athlet          | Verein                  | Weite (m) |
| ----- | --------------- | ----------------------- | --------- |
| 1     | Nils Wicki      | LAS Old Boys Basel      | 15,48 w   |
| 2     | Simon Sieber    | LC Schaffhausen         | 15,32 SB  |
| 3     | Roman Sieber    | LC Schaffhausen         | 15,07 SB  |
| 4     | Fabio Luginbühl | LV Thun                 | 14,38     |
| 5     | Carlos Kouassi  | LAS Old Boys Basel      | 14,20 w   |
| 6     | Maruan Giumma   | LAR Satus Oberentfelden | 13,84     |
| 7     | David Keller    | LC Luzern               | 13,43 SB  |
| 8     | Samuel Gampp    | LC Schaffhausen         | 13,39     |

Finale: 13. Juli, 16:00 Uhr

#### Kugelstoßen (7,26 kg)
| Platz | Athlet            | Verein                         | Weite (m) |
| ----- | ----------------- | ------------------------------ | --------- |
| 1     | Stefan Wieland    | STB Leichtathletik             | 16,20     |
| 2     | Sandro Michel     | Leichtathletikverein Fricktal  | 15,39     |
| 3     | Alexander Wieland | STB Leichtathletik             | 14,92     |
| 4     | Lars Meyer        | STB Leichtathletik             | 14,42     |
| 5     | Urs Hutmacher     | LV Winterthur                  | 14,38     |
| 6     | Ramon Hunger      | STV Wangen SZ                  | 14,29 PB  |
| 7     | Fabian Marugg     | Leichtathletik Club Zürich     | 13,46 SB  |
| 8     | Lukas von Stokar  | Biberist aktiv! Leichtathletik | 13,08     |

Finale: 14. Juli, 15:30 Uhr

#### Diskuswurf (2,0 kg)
| Platz | Athlet           | Verein                         | Weite (m) |
| ----- | ---------------- | ------------------------------ | --------- |
| 1     | Stefan Grob      | TV Wohlen AG                   | 47,77     |
| 2     | Yann Tosin       | Stade Genève                   | 46,05     |
| 3     | Pascal Magyar    | Leichtathletik Club Zürich     | 45,90 PB  |
| 4     | Lukas Jost       | STV Wangen SZ                  | 45,24     |
| 5     | Sandro Michel    | Leichtathletikverein Fricktal  | 44,75     |
| 6     | Lukas von Stokar | Biberist aktiv! Leichtathletik | 44,32 PB  |
| 7     | Alexander Heid   | LC Regensdorf                  | 43,83     |
| 8     | Daniel Bittel    | STB Leichtathletik             | 42,54     |

Finale: 14. Juli, 13:10 Uhr

#### Hammerwurf (7,26 kg)
| Platz | Athlet             | Verein                     | Weite (m) |
| ----- | ------------------ | -------------------------- | --------- |
| 1     | Martin Bingisser   | Leichtathletik Club Zürich | 63,30     |
| 2     | Alexis Flaven      | Stade Genève               | 59,56     |
| 3     | Yann Moulinier     | CEP Cortaillod             | 55,42     |
| 4     | Robin Santoli      | CEP Cortaillod             | 51,92     |
| 5     | Daniel Brun        | TV Thalwil                 | 51,08     |
| 6     | Alexandre Gurba    | CEP Cortaillod             | 48,01     |
| 7     | Björn Kötteritzsch | LC Brühl Leichtathletik    | 47,69     |
| 8     | Noah Fleischmann   | STV Lachen                 | 46,80     |

Finale: 13. Juli, 14:40 Uhr

#### Speerwurf (800 gr)
| Platz | Athlet           | Verein                         | Weite (m) |
| ----- | ---------------- | ------------------------------ | --------- |
| 1     | Laurent Carron   | CA Vétroz                      | 67,58     |
| 2     | Tom Reuter       | LAC TV Unterstrass Zürich      | 65,95     |
| 3     | Lukas Wieland    | STB Leichtathletik             | 64,93     |
| 4     | Lukas von Stokar | Biberist aktiv! Leichtathletik | 63,16     |
| 5     | Julian Lehmann   | STB Leichtathletik             | 63,09     |
| 6     | Franck Di Sanza  | COVA Nyon                      | 62,93     |
| 7     | Gerhard Achtel   | BTV Aarau Athletics            | 61,44     |
| 8     | Paul Filges      | LAC TV Unterstrass Zürich      | 58,81     |

Finale: 13. Juli, 18:20 Uhr